# ジニアス・ソノリティ
ジニアス・ソノリティ株式会社（英: Genius Sonority Inc.）は、日本のゲームソフト開発会社。

## 概要
かつてドラゴンクエストシリーズでプログラミングを担当した山名学が代表を務める。
ハートビートの業務を縮小した山名が、2002年6月に株式会社ポケモンから新作『ポケモンコロシアム』の制作を依頼され、新たに設立した。開発当初は社内にポケモンが詳しい人物がいなかった。
社名は「共鳴」の「ソノリティ (sonority)」に「天才」「才能」の「ジニアス (genius)」を加え、「共鳴する才能たち」とした。株主として山名のほか任天堂や株式会社ポケモンが出資している。
おもに任天堂ゲーム機向けのゲームソフトを開発する。大半は開発のみの担当だが『電波人間のRPG』シリーズは自社から発売している。

## 開発に関わったゲームソフトウェア
| タイトル                                   | 発売日                                              | プラットフォーム              | 備考                                                 |
| ------------------------------------------ | --------------------------------------------------- | ----------------------------- | ---------------------------------------------------- |
| ポケモンコロシアム                         | 2003年11月21日                                      | ニンテンドー ゲームキューブ   |                                                      |
| ポケモンXD 闇の旋風ダーク・ルギア          | 2005年8月4日                                        | ニンテンドー ゲームキューブ   |                                                      |
| ポケモントローゼ                           | 2005年10月20日                                      | ニンテンドーDS                |                                                      |
| ポケモンバトルレボリューション             | 2006年12月14日                                      | Wii                           |                                                      |
| ドラゴンクエストソード 仮面の女王と鏡の塔  | 2007年7月12日                                       | Wii                           | 企画・アートディレクションを担当。開発はエイティング |
| DS文学全集                                 | 2007年10月18日                                      | ニンテンドーDS                |                                                      |
| ちょっとDS文学全集 世界の文学20            | 2009年2月25日                                       | ニンテンドーDSiウェア         |                                                      |
| ティンカー・ベル                           | 2009年4月2日                                        | ニンテンドーDS                |                                                      |
| 大人の恋愛小説 DSハーレクインセレクション  | 2010年2月25日                                       | ニンテンドーDS                |                                                      |
| バトル&ゲット! ポケモンタイピングDS        | 2011年4月21日                                       | ニンテンドーDS                |                                                      |
| 電波人間のRPG                              | 2012年2月8日                                        | ニンテンドー3DS               | ニンテンドーeショップにて自社発売                    |
| 電波人間のRPG2                             | 2012年9月26日                                       | ニンテンドー3DS               | ニンテンドーeショップにて自社発売                    |
| 電波人間のRPG3                             | 2013年8月7日                                        | ニンテンドー3DS               | ニンテンドーeショップにて自社発売                    |
| ポケモンバトルトローゼ                     | 2014年3月12日                                       | ニンテンドー3DS               | ニンテンドーeショップ専売ソフト                      |
| 電波人間のRPG FREE!                        | 2014年7月23日                                       | ニンテンドー3DS               | ニンテンドーeショップにて自社発売                    |
| ポケとる                                   | 2015年2月18日 (3DS) 2015年8月25日 (iOS, Android)    | ニンテンドー3DS, iOS, Android |                                                      |
| New 電波人間のRPG                          | 2017年2月28日                                       | iOS, Android                  | 2019年5月8日15:00でサービス終了                      |
| ようこそ!ポケモンカフェ 〜まぜまぜパズル〜 | 2020年6月24日                                       | Nintendo Switch, iOS, Android |                                                      |
| New 電波人間のRPG FREE!                    | 2024年7月22日 (Switch) 2025年3月10日 (iOS, Android) | Nintendo Switch, iOS, Android |                                                      |